# مسافرت نوروزی در ایران

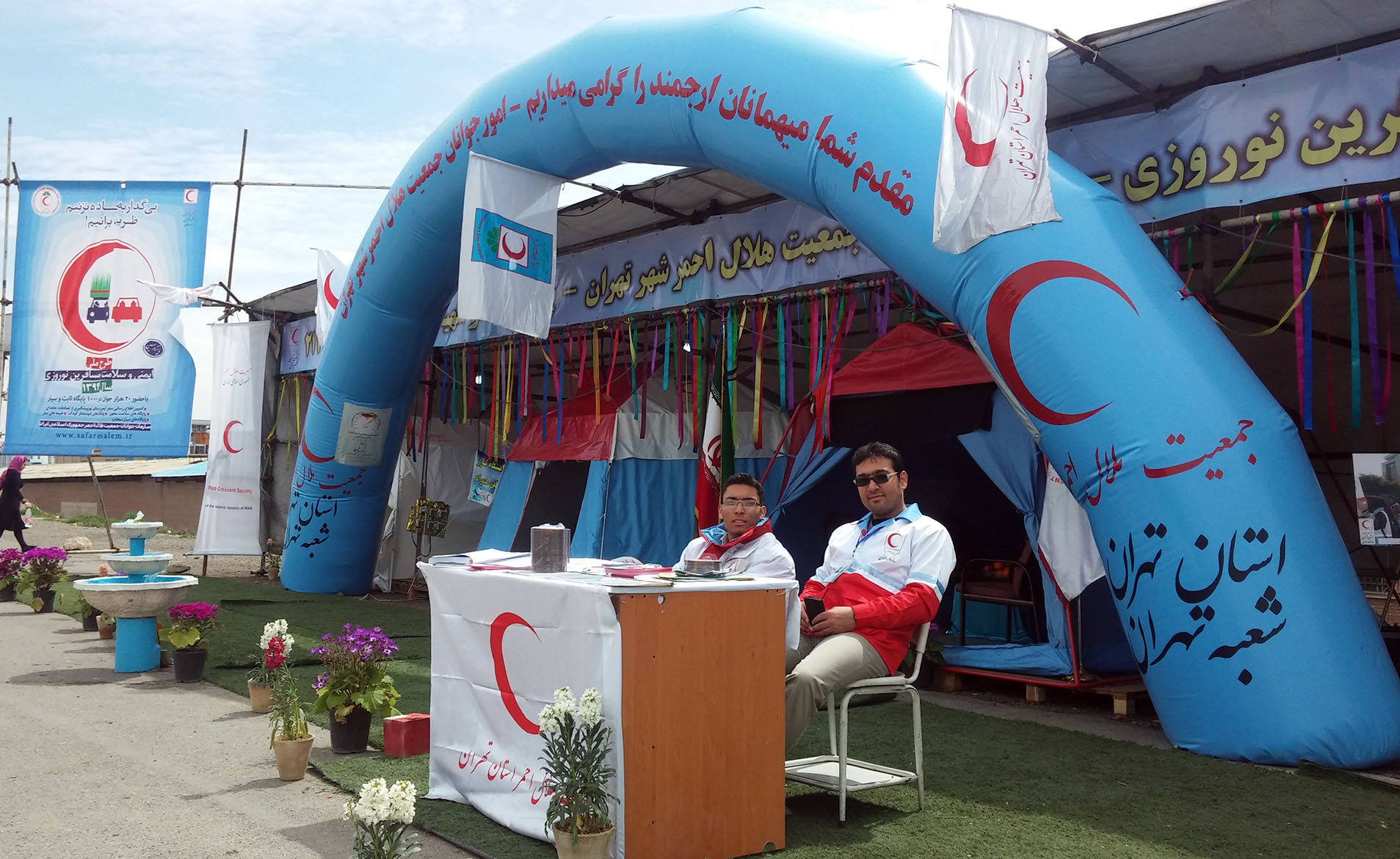
پست نوروزی جمعیت هلال احمر، ورودی غربی تهران

در ایران، نوروز و تعدادی از روزهای قبل و بعد از آن تعطیل رسمی است و بسیاری از ایرانیان در این تعطیلات به سفرهای چند روزه رو می‌آورند. بر اساس برخی آمارها حجم سفرهای نوروزی رو به رشد است. سفرهای نوروزی، به سه موج اول، موج دوم و موج سوم تقسیم می‌شود که موج اول، از آخرین روزهای اسفند هرسال تا ۵ فروردین (اولین روز بازگشایی ادارات دولتی) به طول می‌انجامد و موج دوم نیز از این تاریخ تا آخر هفته. موج سوم سفرها نیز تا زمان پایان تعطیلات نوروزی مدارس طول می‌کشد.

## تاریخچه
در تاریخ معاصر ایران هر سال از ۱ تا ۱۳ فروردین مدارس تعطیل هستند. به علاوه در سال‌های غیر کبیسه، روز قبل از نوروز (۲۹ اسفند) نیز به مناسبت ملی شدن صنعت نفت تعطیل رسمی است. از این رو گروه کثیری از مردم در این مدت به شهرهای دیگر و مناطق خوش آب و هوا مسافرت می‌کرده‌اند. در سالهای اخیر مسافرت نوروزی تا حدودی جایگزین رسم قدیمی‌تر دید و بازدید نوروزی (عید دیدنی) شده‌است. از دلایل این جایگزینی می‌توان به تحول سبک زندگی و کاهش حوصله برای دید و بازدید، ارتقای فرهنگ گردشگری و تسهیلات بهتر سفر در سالهای اخیر، و افزایش هزینه تدارکات عید دیدنی را نام برد.

## آمار

### آمار مسافران
| سال      | نرخ سفرهای نوروزی |
| -------- | ----------------- |
| نوروز ۸۵ | ۳۵ میلیون         |
| نوروز ۸۶ | ۵۵ میلیون         |
| نوروز ۸۷ | ۷۱ میلیون         |
| نوروز ۸۸ | ۹۹ میلیون         |
| نوروز ۸۹ | ۱۲۰ میلیون        |
| نوروز ۹۰ | ۱۶۲ میلیون        |
| نوروز ۹۱ | ۲۱۷ میلیون        |

جدول سمت چپ آمار سازمان میراث فرهنگی، صنایع دستی و گردشگری را دربارهٔ میزان مسافرت‌های نوروزی در سالهای ۱۳۸۵ تا ۱۳۹۱ نشان می‌دهد. بر اساس آمار سازمان‌های مختلف در ایران، تعداد سفرهای نوروزی در سال‌های ۱۳۹۰ و ۱۳۹۱ نسبت به سال قبلشان به ترتیب ۳۰ و ۳۴ درصد افزایش داشته. در سال ۱۳۹۱ آمار گردش مالی و اشتغال‌زایی نیز اعلام شد.
با این حال برخی معتقدند که روند رشد بالغ بر ۳۰ درصدی در سفرهای نوروزی در سال‌های آخر دولت دهم اغراق‌آمیز، در برخی موارد دارای تناقض و دچار مشکل بوده، یا دارای خطای محاسباتی بوده؛ برای مثال، استفاده از آمار خودروهای عبوری از مناطق گردشگری به عنوان آمار مسافران یکی از منابع خطای محاسبه ذکر شده است به خصوص که به جز یک استان در ایران، هیچ استان دیگری آمار را بر اساس تعداد مسافران اسکان یافته ارائه نمی‌کند.
به گفتهٔ رئیس سازمان میراث فرهنگی آمار سفرها که بر اساس آمار اقامت‌کننده در هر شب در مراکز اقامتی رسمی است، فاقد آمار کسانی است که در سفر به خانه اقوام و آشنایانشان می‌روند بنابراین آمار به طور دقیق قابل ارزیابی و سنجش نیست. همچنین اگر شخصی ۴ روز در یک هتل اقامت داشته باشد، عدد ۴ را به این آمار اضافه می‌کند. به همین دلیل این آمار خام است و باید تحلیل شود.
بر اساس آماری که توسط ستاد دائمی تسهیلات سفرهای کشور در سال ۱۳۹۰ اعلام شد، در آن سال استان‌های قم، مازندران، اصفهان، هرمزگان و فارس بیشترین حجم مسافر را داشتند. آمار مشابهی در سال ۱۳۹۳ استان‌های مازندران، خوزستان، هرمزگان، گیلان و فارس، اصفهان و خراسان رضوی را به عنوان برترین استان‌های کشور از نظر تعداد نفر شب تا پایان دهم فروردین ماه ذکر کرد. همین آمار محبوب‌ترین مقصدهای خارجی برای سفرها را هم به ترتیب ترکیه و عراق عنوان می‌کند، و از میان آثار تاریخی ایران، تخت جمشید را پربازدیدترین اعلام می‌کند.

### آمار سازمان‌ها و اداره‌ها
اکنون ۱۸ دستگاه اداری عضو ستاد هماهنگی خدمات سفر هستند. در نوروز ۱۳۹۴ این دستگاه‌ها از حدود ۳ ماه قبل برنامه‌ریزی برای نوروز را آغاز کردند. در این سال حدود ۵۰۰ هزار نفر نیرو با عنوان نوروزبانان بی‌نوروز در این تعطیلات به خدمات‌دهی مشغول شدند. همچنین علاوه بر هتل‌ها و مهمانسراها، کمپ‌های موقت اسکان‌دهی با همکاری ادارات کل میراث فرهنگی استان‌ها، شهرداری‌ها و هلال احمر تشکیل می‌شود. در نوروز ۱۳۹۴ تعداد کمپ‌ها حدود ۶۶۰ عدد بوده و آمار آنها در ستاد هماهنگی خدمات سفر ثبت می‌شود.

### آمار تصادف‌های رانندگی
| سال      | کشته‌شدگان |
| -------- | --------- |
| نوروز ۸۸ | ۱۳۶۸      |
| نوروز ۸۹ | ۱۳۹۱      |
| نوروز ۹۰ | ۱۳۲۲      |
| نوروز ۹۱ | ۱۱۴۱      |
| نوروز ۹۲ | ۱۲۲۷      |
| نوروز ۹۳ | ۱۰۸۴      |

در خلال روزهای تعطیلات نوروزی در ایران، آمار تصادفات رانندگی افزایش قابل توجهی می‌یابد. بنا بر نظر رئیس پلیس راهور ایران، روزهای ۲۹ اسفند، اول، ۷ و ۸، ۱۲ و ۱۳ فروردین هرسال، پرمخاطره‌ترین روزهای تردد جاده‌ای در ایران می‌باشد.
عجله و شتاب، خستگی و خواب آلودگی، سرعت غیرمجاز و انحراف به چپ مهمترین علل وقوع حوادث رانندگی در نوروز سالهای اخیر بوده است. جدول سمت چپ، آمار رسمی سازمان پزشکی قانونی ایران در خصوص کشته‌شدگان در تصادفات رانندگی تعطیلات نوروزی را نشان می‌دهد.
رئیس پلیس راهنمایی و رانندگی نیروی انتطامی توصیه می‌کند چون ساعت پنج تا هفت صبح و ۱۲ تا ۱۶ وقت استراحت است، بهتر است رانندگان در این ساعت‌ها رانندگی نکنند. همچنین از رانندگی بیش از هفت تا هشت ساعت در روز خودداری کنند.